# Петренко-Лунев, Сергей Васильевич
Сергей Васильевич Петренко-Лунев (11 сентября 1890 года, Тирасполь, Херсонская губерния — 9 декабря 1937, Москва) — советский военный деятель, военный атташе при полпредстве СССР в Германии и Италии, разведчик, комбриг.

## Биография
Сергей Петренко родился в городе Тирасполь Херсонской губернии в семье потомственных дворян, русский, православного вероисповедания.
Окончил электротехническое отделение Высшего технического училища (ныне Технологический институт Карлсруэ в Германии).
Участник первой мировой войны. После ускоренного курса Тифлисского военного училища, с декабря 1914 г. служил поручиком в действующей русской армии. Воевал на Кавказском фронте помощником командира отдельной крепостной телеграфной роты. Член партии с 17 октября 1917 г. В 1918 г. вступил в Красную армию.
Участник гражданской войны. С 1918 до 1922 года был членом РВС Северо-Кавказской Красной Армии, командовал ротой, затем батальоном. Назначен начальником штаба командования войсками Северного Кавказа.
С 4 октября по 17 ноября 1918 г. — начальник штаба 11-й армии, секретарь Политического отдела Кавказского фронта. В феврале 1919 г. в составе отошедший с Северного Кавказа частей 11-й армии, влился в 12-ю армию РККА. Был назначен секретарëм Политотдела РВС 12-й армии.
После окончания гражданской войны с 1922 по 1925 г. служил дивизионным инженером, а затем командиром 33-й стрелковой дивизии. Одновременно окончил Военную Академию РККА. Владел немецким, венгерским, французским и румынским языками.
В октябре 1925 направлен в Германию военным атташе при Полномочном представительстве СССР (под псевдонимом — Лунëв Павел Иванович). В Германии находился до 28 мая 1928 года.
В конце мая 1928 г. был отозван в СССР и назначен заместителем начальника Центрального аэрогидродинамического института (ЦАГИ).
С февраля 1931 С. В. Петренко — временно исполнял обязанности начальника Центрального аэрогидродинамического института (ЦАГИ).
Затем направлен в Технический Штаб начальника вооружений РККА.
С января 1932 по март 1934 г. — назначен на пост начальника Мобилизационно-технической инспекции Главного артиллерийского управления РККА.
В марте 1934 направлен в Италию военным атташе при Полномочном представительстве СССР, где находился до марта 1936 г.
26 ноября 1935 г. С. В. Петренко было присвоено звание комбрига.
Затем до мая 1937 г. комбриг Петренко — секретарь Военно-технического бюро при Комитете обороны при СНК СССР, военный консультант при председателе СНК СССР.
28 мая 1937 года С. В. Петренко был арестован по обвинению в участии в антисоветской террористической организации и шпионской деятельности. ВКВС СССР признан виновным и приговорён к расстрелу. 9 декабря 1937 г. приговор был приведён в исполнение.
Реабилитирован 21 июля 1956 г.